# Métropole orthodoxe grecque d'Autriche et de Hongrie
La métropole orthodoxe grecque d'Autriche et de Hongrie est une juridiction de l'Église orthodoxe en Autriche et en Hongrie dont le siège est à Vienne et rattachée canoniquement au Patriarcat œcuménique de Constantinople. Le primat porte le titre de Métropolite d'Autriche et Exarque de Hongrie et d'Europe centrale.

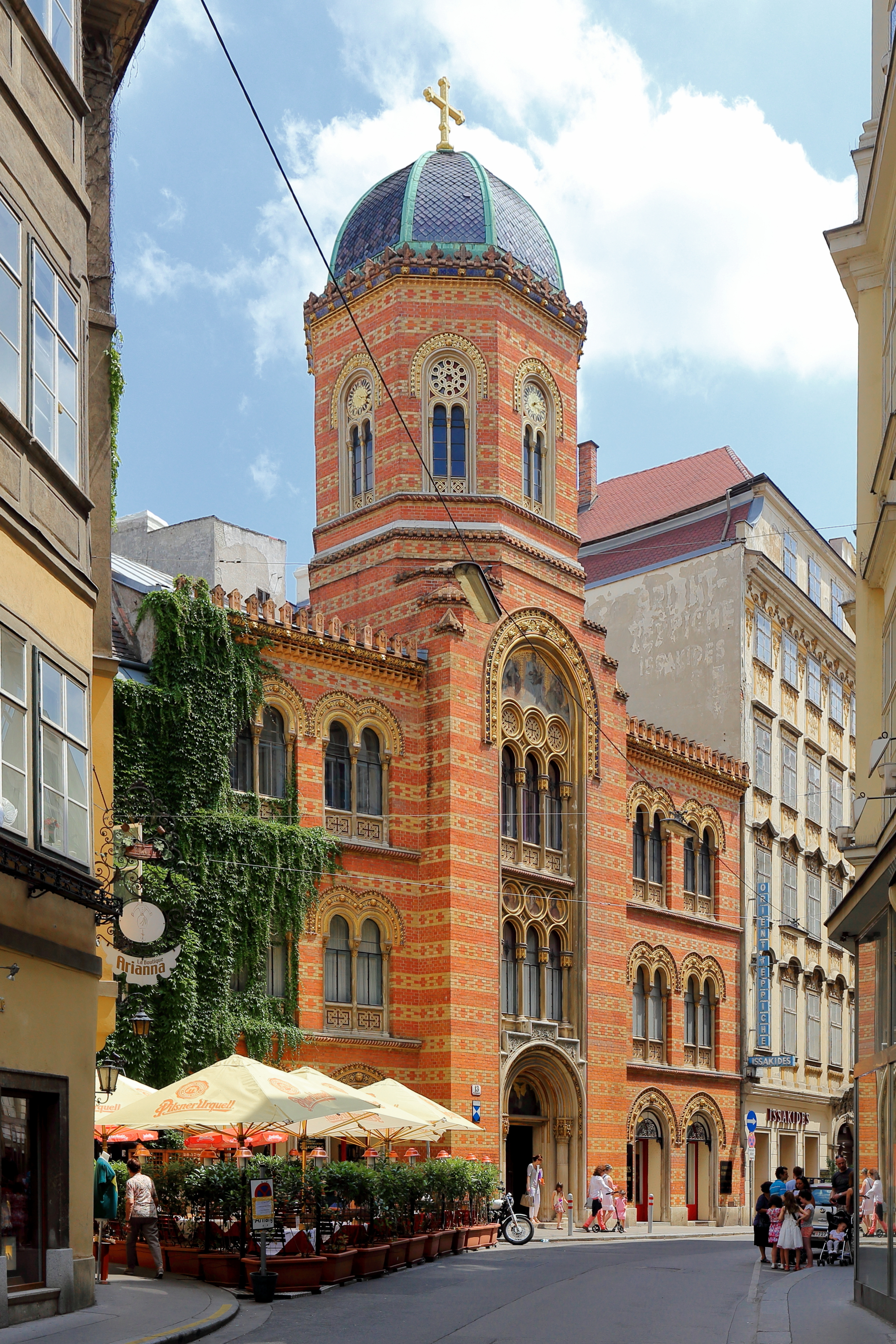
Siège à Vienne.